# Andrej Čežin

Fotomontáž, 2014

Andrej Čežin (rusky: Aндрей Чежин) (* 1960, Leningrad) je současný ruský novinářský fotograf a malíř. Zabývá se fotografickou montáží.

## Život a dílo
Jeho dětství bylo ovlivněno společenskou stagnací za Brežněva, Čežin nemohl poznat tehdejší západní umění (a prý ani svobodné umění v Rusku).
Vystudoval leningradský kinematografický ústav v roce 1982, na kterém se již začal věnovat fotografii. V roce 1985 se stal členem fotografického spolku "Zrcadlo", o dva roky později založil skupinu "TAK", do které vstoupili Čežin, Šneerson a Matvějev. V roce 1990 se Čežinovi dostalo oficiálního uznání v Rusku, díky čemuž mohl začít pracovat jako nezávislý fotograf. Stal se členem uměleckého sdružení Fotpostscriptum (1993) a členem Unie fotografů Ruska (1995). Je také v nadaci Petrohradské humanitární nadace "Svobodná kultura". Nakonec se také od roku 1998 stal členem Mezinárodní federace umělců (IFA).
Spolupracuje s moskevským festivalem Interfoto.
V současné době pracuje jako fotograf na volné noze.
| „                 | Fotografie pro Čežina znamená nejen způsob vyjadřování, ale také způsob poznávání světa a filozofickou reflexi. | “ |
| — Lilija Jaščenko | |   |

## Fotografické projekty
Má za sebou celou řadu fotografických projektů, jako je například Něvská koupel (НЕВСКАЯ КУПЕЛЬ), dokumentární zpráva z města mezi nebe a Něvou. V cyklu Dvojice (ПАРЫ) z roku 1999 se zabývá estetickou a významovou podobností. V dalším cyklu s názvem Průzračné sny (ПРОЗРАЧНЫЕ СНЫ) vystvuje fotografické montáže odlesků obrazů z výloh ve městě.